# Ашико
Ашико е музикален перкусионен инструмент от групата на мембранофонните инструменти. Състои от кух дървен корпус с форма на пресечен конус и една мембрана от естествена кожа (най-често от коза, антилопа и по-рядко от крава), която е опъната на по-широкия край посредством наплитане с памучен шнур.
Инструментът е част от типичните за западна Африка перкусионни групи, наричани „drum circle“. Те включват включват голям брой джембета, джун-джуни, африкански звънчета, и др. Хората в Сахара определят ашико като предмет от мъжки пол, а джембе – като предмет от женски. Има различни версии за значението на думата „ашико“: като „свобода“ и „светът на времето“.
Както при повечето инструменти от този тип, звукоизвличането при ашико става чрез удари по кожата с ръце и без палки. Звукът на ашико е резонантен и басов, когато се бие в средата на кожата, и висок – когато се бие покрай ръба.
Въпреки че по произход инструментът е от региона на Сахара, днес той е познат под името боку и в Куба, където се използва при карнавали и улични паради.